# Млазни ловац прве генерације
Млазни ловац прве генерације припада групи првих ловачких авиона са примењеним млазним мотором. Развијени су и почели су се серијски производити крајем Другог светског рата. Борбени авиони са млазним мотором прве генерације, концепционо, уопште се не разликује од дотадашњих, са клипним мотором. Једина разлика је била интеграција млазног мотора уместо клипног. Први млазни борбени авиони, произведени у серији, били су немачки Me 262, Me 263 и британски Глостер метеор, сва тројица су ушли у оперативну употребу, отприлике у исто време, у 1944. години. Мали и ограничен, имали су борбени утицај током завршних операција Другог светског рата.
По завршетку рата настављен је развој авиона ове генерације. Наредни авиони из 1. генерације, доказали су се у Корејском рату. Најистакнутији су били F-86 сејбр и МиГ-15.

## Период Другог светског рата
Почетни покушаји су били на доказаним концепцијама авиона са елисно-клипним погоном. Неки од тих ловаца су испитани помоћу клипним мотором за процену и доказ конструкције, пре него што су на њих уграђени млазни мотори. То је био безбедан поступни метод.
Први авион са млазним мотором полетео је 1939. године. Тај успех је био основа за каснији први серијски авион Ме 262. Сличан британски пројекат је Глостер метеор. P-59 аерокомет је први амерички ловац са млазним мотором, који је уведен у оперативну употребу. Сматрало се да је инфериоран пројекат и никада није уведен у борбу. То је било и логично, пошто је њихов P-51 Мустанг, са елисно-клипним погоном био супериорнијих карактеристика.
Јапанци су имали експерименталне конструкције, као што су Накаџима J9Y Кика, али ниједан није доживео оперативну употребу.

## Хибридни погон
Млазни мотори у принципу мају спорији прираст потиска од прираста вучне сила код елисно клипног погона, а у почетку њихове примене, то је било још израженије. Да би се тај проблем превазишао у раној примени млазних мотора покушано је са „хибридном“ применом погона авиона. Амерички пројекат FR-1 фаирбол је користио мешовити погон авиона, са клипним мотором и елисом (уграђенима напред) и млазним мотором (уграђеним назад). Руски И-250 (МиГ-13) и Су-5, били су сличног концепта.
Послератни експерименти са мешовитим погоном укључени су у пројекте XF2R дарк шарк и XF-84H тандершрич, један од најбучнијих авиона икада изграђених у историји ваздухопловства. Ниједан од ових авиона, са мешовитим погоном, није увођен у борбену употребу, мада је FR-1 фаирбол био две године у оперативној употреби.

## Корејски рат
После Другог светског рата, нови авиони су резултат прецизијним о идејама од оних које су се користиле у првим пројектима. Неки од њих (F-86 и МиГ-15) су у пројекат укључили стреласто крило и прекорачили су брзину звука у лету, у обрушавању, пошто још увек није било мотора са довољним потиском.
Радар је почео да се користи код пресретача и ноћних ловаца. Ови авиони су углавном били учесници у Корејском рату. Неки пресретачи, као што су F-94, користили су ракете попут Mk 4/Mk 40, као своје примарно оружје уместо ватреног.

## Изграђени авиони 1. генерације
Пројекат првог оперативног млазног ловца Ме 262, сачињен је у 1939. години, а први авион је полетео у 1942. У оперативну употребу, уведен је 1944. године. Недостатак напредних материјала су лимитирали перфомансе и век трајања његовог млазног мотора. Други светски рат се пре завршио него што су недостаци мотора отклоњени и овај ловац што се усавршио. Сједињене Америчке Државе и Велика Британија су такође имали оперативне ловце са млазним мотором пре краја рата. Британски Глостер метеор је коришћен за пресретање немачких ракета V-1 (летећа бомба) преко британског острва, а не за борбу у ваздушном простору изнад Европе до 1945. године, али још увек се држао даље од окупиране територије да би се сачувала његова технологија да не дође у посед Немаца или Совјета. До 1946. године је 16 ескадрила опремљено „метеором“. Амерички Локид P-80 је уведен у оперативну употребу у завршним фазама рата и био је распоређен у Европи, али су стигли исувише касно да би учествовали у борби.
Први ловачки авиони са млазним мотором нису имали радар или другу софистицирану опрему. Били су слично опремљени као дотадашњи авиони са елисно клипним погоном. Митраљези и топови су били примарно наоружање, иако је Ме 262 користио ракете ваздух-ваздух против савезничких бомбардера.

### Уведени авиони 1. генерације у оперативну употребу
| Држава               | Авион              | Илустрације |
| -------------------- | ------------------ | ----------- |
| Нацистичка Немачка   | Ме 262             | Си ховк     |
| Нацистичка Немачка   | Ме 263             | Си ховк     |
| Уједињено Краљевство | Глостер метеор     | Си ховк     |
| Уједињено Краљевство | Хевиленд вампир    | Си ховк     |
| Уједињено Краљевство | Си ховк            | Си ховк     |
| Уједињено Краљевство | Супермарине атакер | Си ховк     |
| САД                  | P-59 аерокомет     | Си ховк     |
| САД                  | P-80 Шутинг стар   | Си ховк     |
| САД                  | FH фантом          | Дасо ураган |
| САД                  | FR-1 фаирбол       | Дасо ураган |
| СССР                 | МиГ-9              | Дасо ураган |
| СССР                 | Јак-15             | Дасо ураган |
| СССР                 | Јак-17             | Дасо ураган |
| Француска            | Дасо ураган        | Дасо ураган |

| Држава               | Авион             | Илустрације              |
| -------------------- | ----------------- | ------------------------ |
| Канада               | CF-100 канук      | Хевиленд вампир          |
| Кина                 | Шенунг J-5        | Хевиленд вампир          |
| Уједињено Краљевство | Хевиленд венон    | Хевиленд вампир          |
| Уједињено Краљевство | Хевиленд си венон | Хевиленд вампир          |
| Уједињено Краљевство | Хевиленд вампир   | Хевиленд вампир          |
| Шведска              | Саб 21R           | Хевиленд вампир          |
| Шведска              | Саб тунан         | Хевиленд вампир          |
| Шведска              | Саб лансен        | Хевиленд вампир          |
| САД                  | F-89 скорпион     | F-84 тандерџет F2H банши |
| САД                  | F-94 старфаир     | F-84 тандерџет F2H банши |
| САД                  | F3D скајнаит      | F-84 тандерџет F2H банши |
| САД                  | F-84 тандерџет    | F-84 тандерџет F2H банши |
| САД                  | F-84F тандерстрик | F-84 тандерџет F2H банши |
| САД                  | F-86 сејбр        | F-84 тандерџет F2H банши |
| САД                  | F2H банши         | F-84 тандерџет F2H банши |
| САД                  | F3H демон         | F-84 тандерџет F2H банши |
| СССР                 | Јак-25            | F-84 тандерџет F2H банши |
| СССР                 | Ла-15             | Ла-15                    |
| СССР                 | МиГ-15            | Ла-15                    |
| СССР                 | МиГ-17            | Ла-15                    |
| СССР                 | Јак-23            | Ла-15                    |
| Француска            | Дасо мистер       | Ла-15                    |
| Француска            | Дасо мистер IV    | Ла-15                    |
| Аустралија/ САД      | CAC сејбр         | Ла-15                    |
| Канада/ САД          | Канадер сејбр     | Ла-15                    |

### Прекинути програми авиона 1. генерације
| Држава               | Авион                | Илустрације        |
| -------------------- | -------------------- | ------------------ |
| Нацистичка Немачка   | Фоке-вулф Ta 183     | Me P.1101          |
| Нацистичка Немачка   | He 280               | Me P.1101          |
| Нацистичка Немачка   | Ho 229               | Me P.1101          |
| Нацистичка Немачка   | Me P.1101            | Me P.1101          |
| Нацистичка Немачка   | Me P.1106            | Me P.1101          |
| Уједињено Краљевство | Глостер E.1/44       | Me P.1101          |
| Уједињено Краљевство | Сандерс-рое SR.A/1   | Me P.1101          |
| СССР                 | Алексијев И-211      | La-150             |
| СССР                 | Алексијев И-215      | La-150             |
| СССР                 | La-150               | La-150             |
| СССР                 | La-168               | La-150             |
| СССР                 | Сухој Су-9 (1946)    | La-150             |
| СССР                 | Сухој Су-15 (1949)   | La-150             |
| СССР                 | Сухој Су-17 (1949)   | Сухој Су-17 (1949) |
| СССР                 | Јак-7                | Сухој Су-17 (1949) |
| СССР                 | Јак-19               | Сухој Су-17 (1949) |
| СССР                 | Јак-30 (1948)        | Сухој Су-17 (1949) |
| СССР                 | Јак-50 (1949)        | Сухој Су-17 (1949) |
| Јапан                | Накајами J9Y         | Сухој Су-17 (1949) |
| Јапан                | Накајами Ki-201      | Сухој Су-17 (1949) |
| Аргентина            | I.Ae. 27 пулгуј I    | Стршљен (авион)    |
| Аргентина            | FMA IAe 33 пулгуј II | Стршљен (авион)    |
| Француска            | Аероцентр NC 1080    | Стршљен (авион)    |
| Италија              | Арфер ариете         | Стршљен (авион)    |
| Швајцарска           | FFA N-20             | Стршљен (авион)    |
| СФРЈ                 | Стршљен (авион)      | Стршљен (авион)    |
| СФРЈ                 | Авион Б-12           | Стршљен (авион)    |